# Bielas komet
Bielas komet (3D/Biela) var en ljusstark kortperiodisk komet som upptäcktes 8 mars 1772 av Leibax Montaigne. Kometen var synlig under mindre än en månad och någon omloppsbana kunde inte räknas ut. Den återupptäcktes i november 1805 av Jean Louis Pons då kometen visade upp en koma men ingen svans. Den upptäcktes för tredje gången 1826 av Wilhelm von Biela varvid tillräckliga observationer gjordes för att beräkna en omloppsbana och man kunde koppla kometen till tidigare observationer.
Vid sin passage 1846 hade den delat sig i två delar och vid passagen 1852 hade delarna kommit längre ifrån varandra. 1852 var också sista gången kometen observerades. På grund av att kometen har brutits sönder har Beilas komet fått beteckningen 3D jämfört med till exempel 2P/Encke som fortfarande är en periodisk komet som går att observera.
När kometen blev synlig 1846 kunde man se att den hade brutits upp i två delar. När den åter blev synlig 1852 hade delarna separerats med 2,4 miljoner km. Vid de förväntade återkomsterna 1859, 1865, 1872 kunde man inte observera någon komet. Dock kunde man 27 november 1872 observera en natt med ett strålande meteorregn där Jordens omloppsbana korsade kometens omloppsbana. Det blev då uppenbart att kometen brutits sönder. Ett sådan meteorregn återkom 1885 och man kan fortfarande se det men i mycket mindre skala i mitten av november.
Kometen 207P/NEAT (2001 J1) misstänks vara en mindre bit av den tidigare Bielas komet eftersom den har en omloppsbana som liknar denna..